# Cầu Seongsan
Cầu Seongsan (Tiếng Hàn: 성산대교, Hanja: 城山大橋) là cây cầu nằm trên sông Hán ở Seoul. Đó là cây cầu nối Mangwon-dong, Mapo-gu và Yangpyeong-dong, Yeongdeungpo-gu, dài 1.410m. Việc xây dựng bắt đầu vào tháng 4 năm 1977 và khai trương vào ngày 30 tháng 6 năm 1980. Đó là cây cầu thứ 12 được xây dựng trên sông Hán. Cầu được xây dựng cùng với việc xây dựng đường Seongsan-ro và được xây dựng theo dạng cầu giàn giống như cầu Seongsu, có cấu trúc hình bán nguyệt ở mặt ngoài hai bên, tạo nên một vẻ đẹp hình khối độc đáo không thể thấy ở những cây cầu khác. Nó là một phần của Quốc lộ 1 và Quốc lộ 48 và kết nối với Đường cao tốc Seohaean thông qua Đường huyết mạch phía Tây (Seobuganseondoro). Việc khánh thành cây cầu này đóng vai trò quan trọng trong việc phân tán lưu lượng phương tiện sử dụng Cầu Yanghwa hiện tại và giảm khoảng cách di chuyển giữa trung tâm thành phố và Sân bay Quốc tế Gimpo.